# Bổ béo đen
Bổ béo đen (danh pháp: Goniothalamus vietnamensis) là loài thực vật có hoa thuộc họ Na. Loài này được nhà thực vật học Nguyễn Tiến Bân mô tả khoa học đầu tiên năm 2000.